# Чжу Цзяхуа

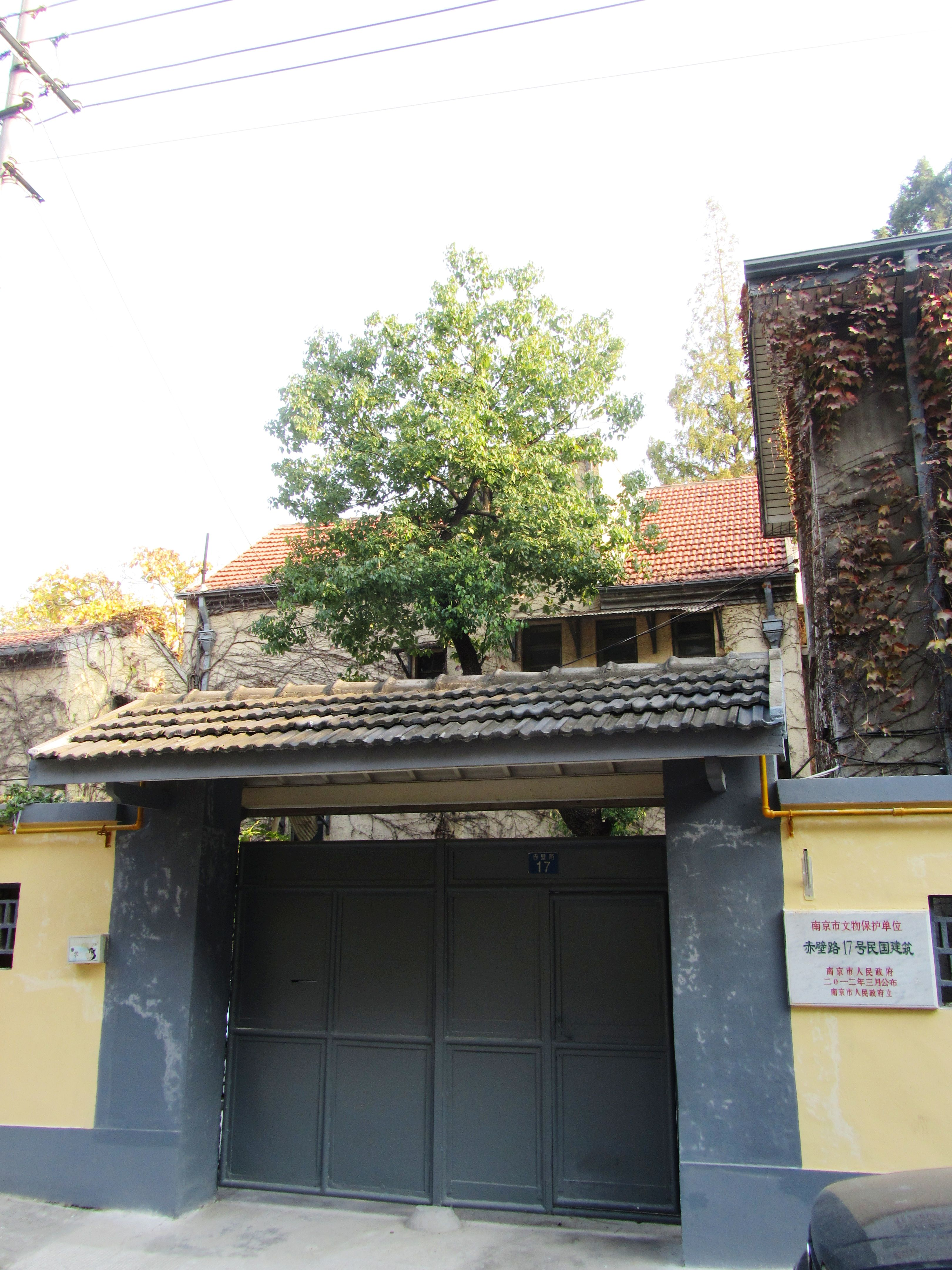
Дом, где жил Чу Чиа-хуа в Нанкине.

Чжу Цзяхуа́ (кит. трад. 朱家驊, пиньинь Zhū Jiāhuá; (30 мая 1893 — 3 января 1963) — политик в Китайской республике. С ноября 1930 по февраль 1932 был ректором Национального Центрального Университета. В первой половине 1930-х годов занимал пост министра коммуникаций и министра образования при Гоминьдане в Нанкине. Вице-премьер в 1949—1950-х годах.